# Petroleros de Camargo
Los Petroleros de Camargo es un equipo profesional militante en la Liga de Básquetbol Estatal de Chihuahua.

## Estadio
Actualmente juegan en el Poliforo Municipal Víctor Valles Arrieta.
- Datos: Q85876374